# شينجي إيشيهارا
شينجي إيشيهارا (باليابانية: 石原 真次) (مواليد 16 مايو 1970)، هو لاعب كرة قدم سابق كان يلعب كمدافع.